# Örjan Persson
Per Örjan Persson (Uddevalla, 1942. szeptember 27. –)  svéd válogatott labdarúgó.

## Pályafutása

### A válogatottban
1970 és 1974 között 16 alkalommal szerepelt a svéd válogatottban. Részt vett az 1970-es és az 1974-es világbajnokságon.

## Sikerei, díjai
Rangers
- Skót bajnok (3): 1967–68, 1968–69, 1970–71
- Skót kupadöntős (1): 1968–69